# Bob Rock
Pour les articles homonymes, voir Rock (homonymie).
Robert Jens Rock, plus connu sous le nom de Bob Rock, né le 19 avril 1954 à Winnipeg (Manitoba, Canada), est un musicien et producteur de musique canadien.
Il est une ancienne gloire du glam rock.
En tant que producteur de Metallica de 1990 à 2006, il participe à l'enregistrement de l'album Metallica (souvent appelé le Black Album) jusqu'à l'album St. Anger. Il endosse le rôle de bassiste lors de l'enregistrement de cet album à la suite du départ de Jason Newsted en 2001 et cède sa place à Robert Trujillo immédiatement après la sortie de l'album.
Il produit aussi des albums pour Mötley Crüe (Dr. Feelgood), Bon Jovi, Skid Row, The Offspring, Simple Plan, The Cult, American Hi-Fi, Lostprophets, et bien d'autres groupes de rock.

## Discographie

### Musicien
- 1981 - Payola$ - In a Place Like This
- 1982 - Payola$ - No Stranger to Danger
- 1982 - Strange Advance - Worlds Away
- 1983 - Payola$ - Hammer on a Drum
- 1985 - Paul Hyde & The Payola$ - Here's the World For Ya
- 1987 - Rock and Hyde - Under the Volcano
- 1989 - Mötley Crüe - Dr. Feelgood
- 1992 - Rockhead - Guitare
- 2003 - Metallica - St. Anger (Album studio) - (session basse & production)
- 2003 - Metallica - Some Kind of Monster (Compilation) (basse, piste 1 & 8)
- 2007 - Payola$ - Langford Part 1

### Ingénieur du son & mixage
- 1979 - Prism - Armageddon
- 1979 - Survivor
- 1980 - Prism - Young and Restless
- 1980 - Loverboy
- 1981 - Loverboy - Get Lucky
- 1982 - Strange Advance - Worlds Away
- 1982 - Payola$ - No Stranger to Danger
- 1983 - Loverboy - Keep it Up
- 1983 - Payola$ - Hammer on a Drum
- 1984 - Krokus - The Blitz
- 1984 - Chilliwack - Look in, Look Out
- 1985 - Paul Hyde and the Payolas - Here's the World for Ya
- 1985 - Northern Lights - Tears are Not Enough
- 1985 - Black 'N Blue - Without Love
- 1986 - Honeymoon Suite - The Big Prize
- 1986 - Paul Janz - Electricity
- 1986 - Bon Jovi - Slippery When Wet
- 1987 - Rock and Hyde - Under the Volcano
- 1987 - Loverboy - Wildside
- 1987 - Aerosmith - Permanent Vacation
- 1988 - Bon Jovi - New Jersey
- 1989 - Paul Dean - Hard Core

### Producteur
- 1979 - The Young Canadians - Hawaii (EP)
- 1979 - The Subhumans - Death Was Too Kind (EP)
- 1980 - Pointed Sticks - Perfect Youth
- 1981 - Payola$ - In a Place Like This
- 1987 - Payola$ - Under the Volcano
- 1988 - Kingdom Come - Kingdom Come
- 1988 - Colin James
- 1989 - The Cult - Sonic Temple
- 1989 - Blue Murder - Blue Murder
- 1989 - Mötley Crüe - Dr. Feelgood
- 1990 - Little Caesar - Little Caesar
- 1990 - Electric Boys - Funk 'o Metal Carpet Ride
- 1991 - David Lee Roth - A Little Ain't Enough
- 1991 - Metallica - Metallica
- 1991 - Mötley Crüe - Decade of Decadence (new material)
- 1992 - Cher - "Love Hurts"
- 1992 - Bon Jovi - Keep the Faith
- 1992 - Rockhead - Rockhead
- 1993 - Quireboys - Bitter Sweet and Twisted
- 1994 - Mötley Crüe - Mötley Crüe
- 1994 - The Cult - The Cult
- 1995 - Skid Row - Subhuman Race
- 1996 - Metallica - Load
- 1997 - Metallica - ReLoad
- 1997 - Veruca Salt - Eight Arms to Hold You
- 1998 - Metallica - Garage Inc. (Disque 1)
- 1998 - Bryan Adams - On a Day Like Today
- 1998 - Mötley Crüe - Greatest Hits (new material)
- 1999 - Tal Bachman
- 1999 - Metallica - S&M
- 2000 - Moffatts - Submodalities
- 2000 - Nina Gordon - Tonight and the Rest of My Life
- 2000 - Paul Hyde - Living off the Radar
- 2001 - American Hi-Fi
- 2001 - Antifreez - The Sunshine Daisies
- 2001 - The Cult - Beyond Good and Evil
- 2002 - Our Lady Peace - Gravity
- 2003 - Tonic - Head on Straight
- 2003 - Metallica - St. Anger
- 2004 - The Tea Party - Seven Circles
- 2004 - Simple Plan - Still Not Getting Any...
- 2005 - Mötley Crüe - Red White & Crue (new material)
- 2005 - Our Lady Peace - Healthy in Paranoid Times
- 2006 - Nina Gordon - Bleeding Heart Graffiti
- 2006 - Lostprophets - Liberation Transmission
- 2006 - Joan Jett & the Blackhearts - Sinner
- 2006 - The Tragically Hip - World Container
- 2007 - Payola$ - Langford Part 1
- 2007 - Michael Buble - Call Me Irresponsible
- 2008 - Gavin Rossdale - Wanderlust
- 2008 - The Offspring - Rise and Fall, Rage and Grace
- 2008 - The Sessions - The Sessions Is Listed As In A Relationship
- 2008 - D.O.A. - Northern Avenger
- 2012 - The Offspring - Days Go By
- 2014 - Black Veil Brides - Black Veil Brides (album)
- Notices d'autorité :   - ISNI
  - LCCN
  - Espagne
  - Israël
  - Norvège
  - Tchéquie
  - WorldCat